# Mà a mà amb el pare
Mà a mà amb el pare (títol original: Getting Even with Dad) és una pel·lícula estatunidenca dirigida per Howard Deutch, estrenada l'any 1994. Ha estat doblada al català.

## Argument
Mentre prepara un nou cop amb els seus dos còmplices, Ray Gleason veu desembarcar a la seva vida Timmy, el seu fill, que no ha vist des de fa molt temps, ja que era a la presó. Ray s'ha promès a si mateix que serà l'últim cop, el que li permeti guanyar els diners suficients per muntar una pastisseria i guanyar-se la vida de manera honrada. L'atracament surt bé però l'imaginatiu Timmy farà tot el possible perquè el seu pare compleixi com a tal des del primer moment i amaga els diners i decideix recuperar el temps perdut amb el seu pare.

## Repartiment
- Macaulay Culkin: Timmy
- Ted Danson: Ray
- Kathleen Wilhoite: Kitty
- Sam McMurray: Zeronski
- Glenne Headly: Theresa
- Saul Rubinek: Bobby
- Gailard Sartain: Carl
- Hector Elizondo: Tinent Romayko
- Sydney Walker: Mr. Wankmuell

## Rebuda
- Premis 1994: Nominada als Premis Razzie: Pitjor actor (Macaulay Culkin)
- Crítica "Divertida"[3]